# Hřib hnědý
Hřib hnědý (Imleria badia (Fr.) Vizzini 2014) neboli suchohřib hnědý je jedlá a velmi dobrá houba. Hřib hnědý je rozšířen po téměř celé Evropě a části Severní Ameriky.

## Synonyma
- Boletus badius
- Xerocomus badius (FR. ) GILB.
- Boletus badiorufus
- Ixocomus badius
- Xerocomus badiorufus

### Lidová jména
- Čechy[kde?]: podhříbek, modrák, čerňák, podborovák, slaďák, pančák, poddoubák
- Plzeňsko: poddubák[2]
- Šumava: suchouš
- Rusko, Ukrajina, Bělorusko: Polský hřib
- Slovensko: sucháč

## Vzhled
Klobouk je masitý, široký 30–130 mm, tmavě kaštanově až čokoládově hnědý, za vlhka slizký, většinou pravidelně sklenutý. Rourky jsou vysoké 10–20 mm, bledé, později žluté až žlutozelené. Po pomačkání zmodrají. Třeň je světlejší než klobouk, válcovitý, světle hnědý, dole často zúžený. Vysoký je 30–150 mm a tlustý 10–40 mm. Dužnina je bělavá a po rozkrojení začíná ihned modrat. Má příjemnou chuť i vůni. Málo červiví a když už je plodnice napadena tak pak zejména třeň, klobouk je napaden zřídka. Proto v období, kdy je nedostatek hub, se doporučuje červivou houbu rozkrojit, zbavit červivé části třeně a klobouk si ponechat.

## Galerie

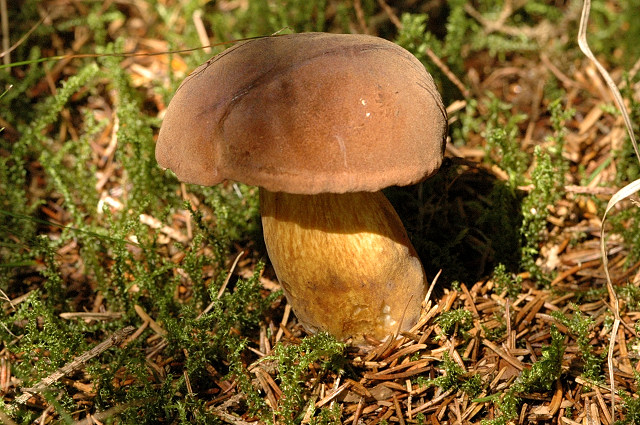
detail
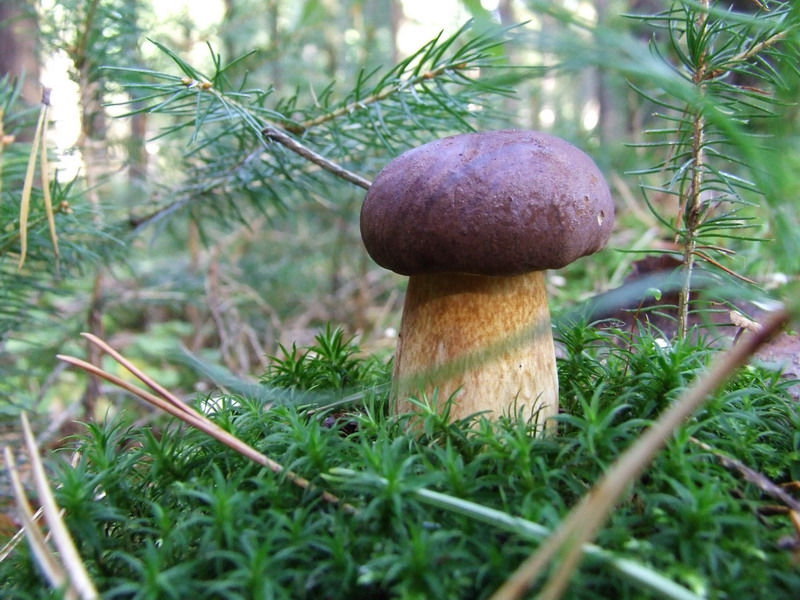
mladá plodnice
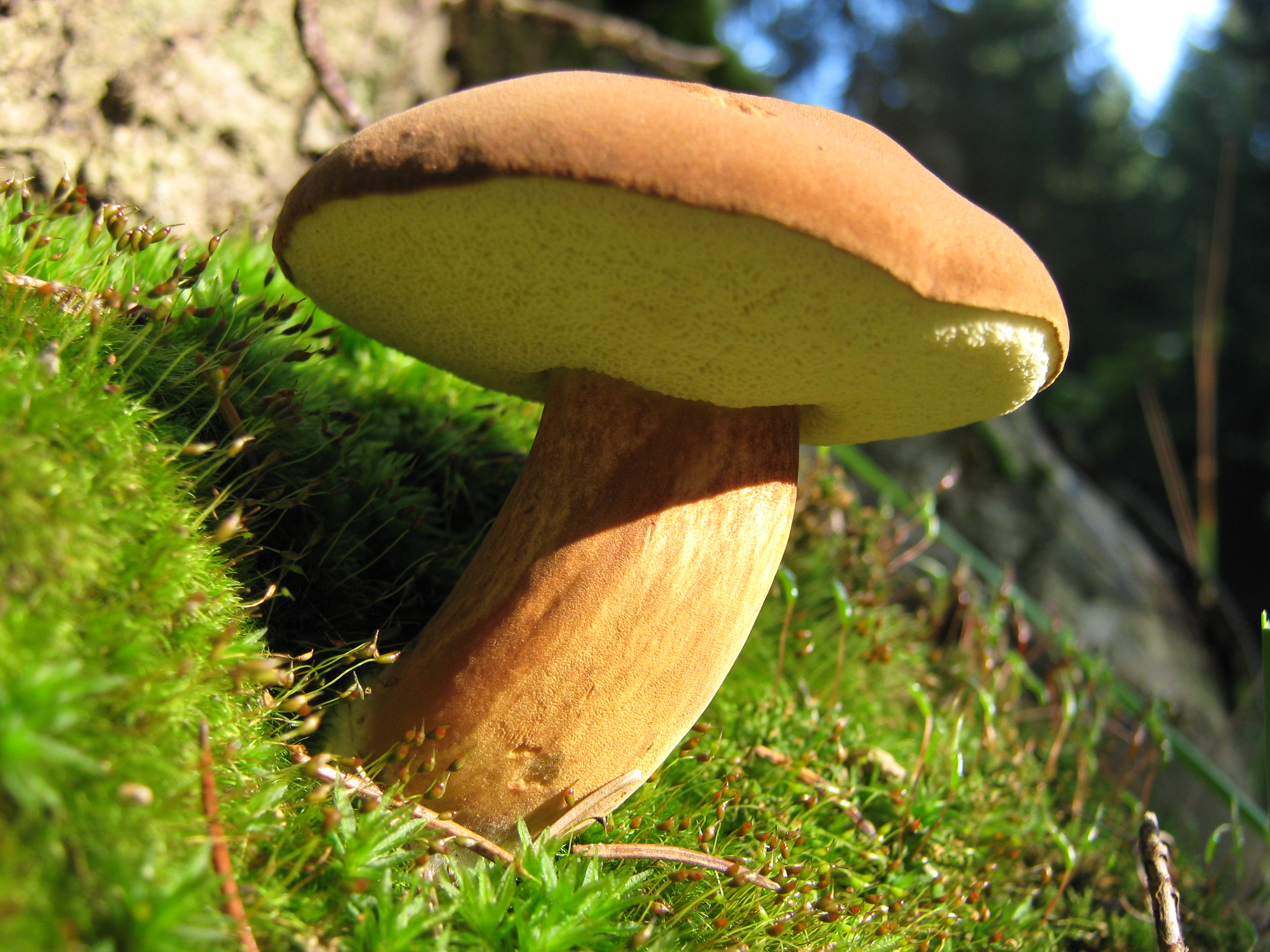
velká plodnice
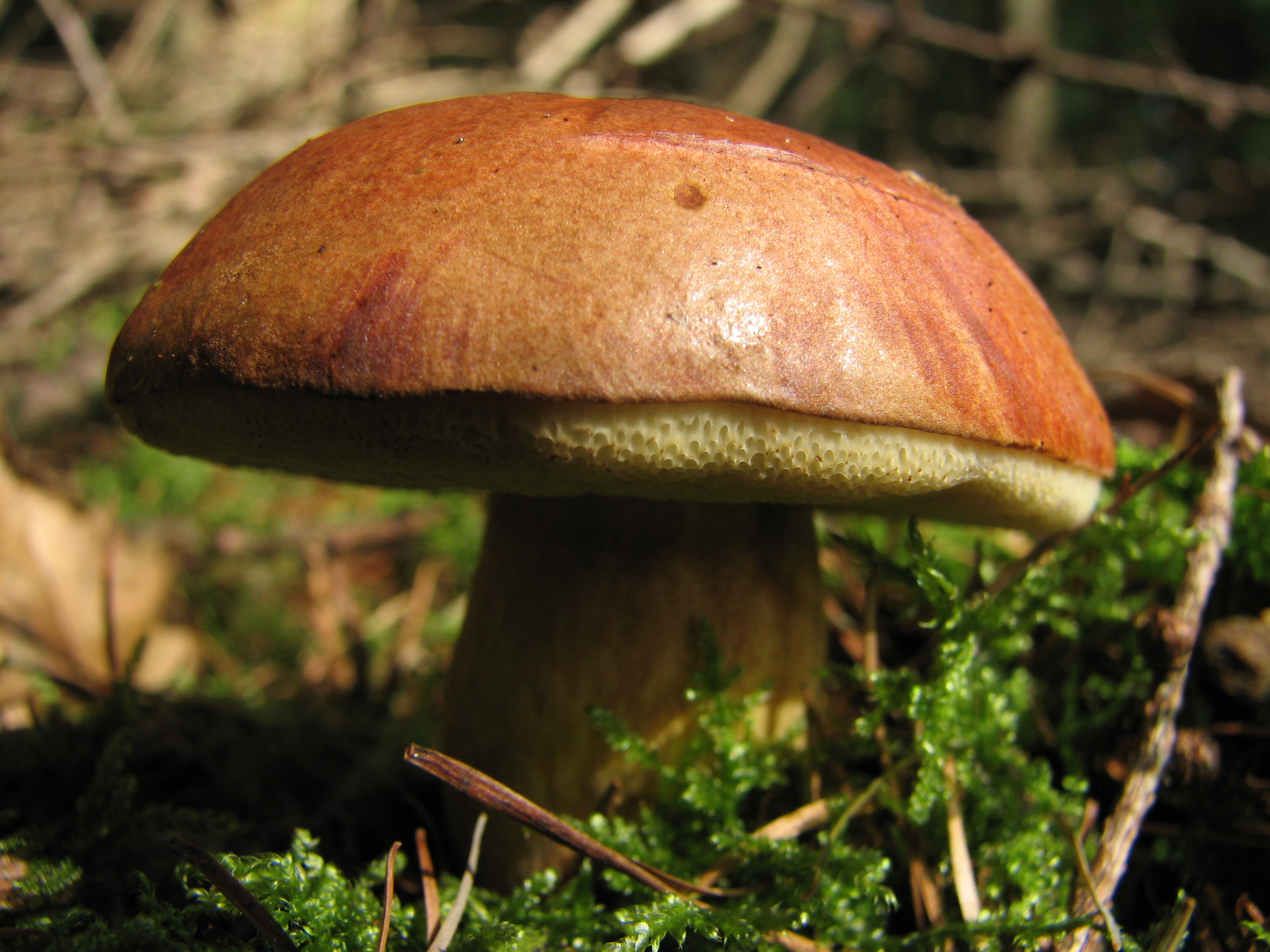
starší plodnice
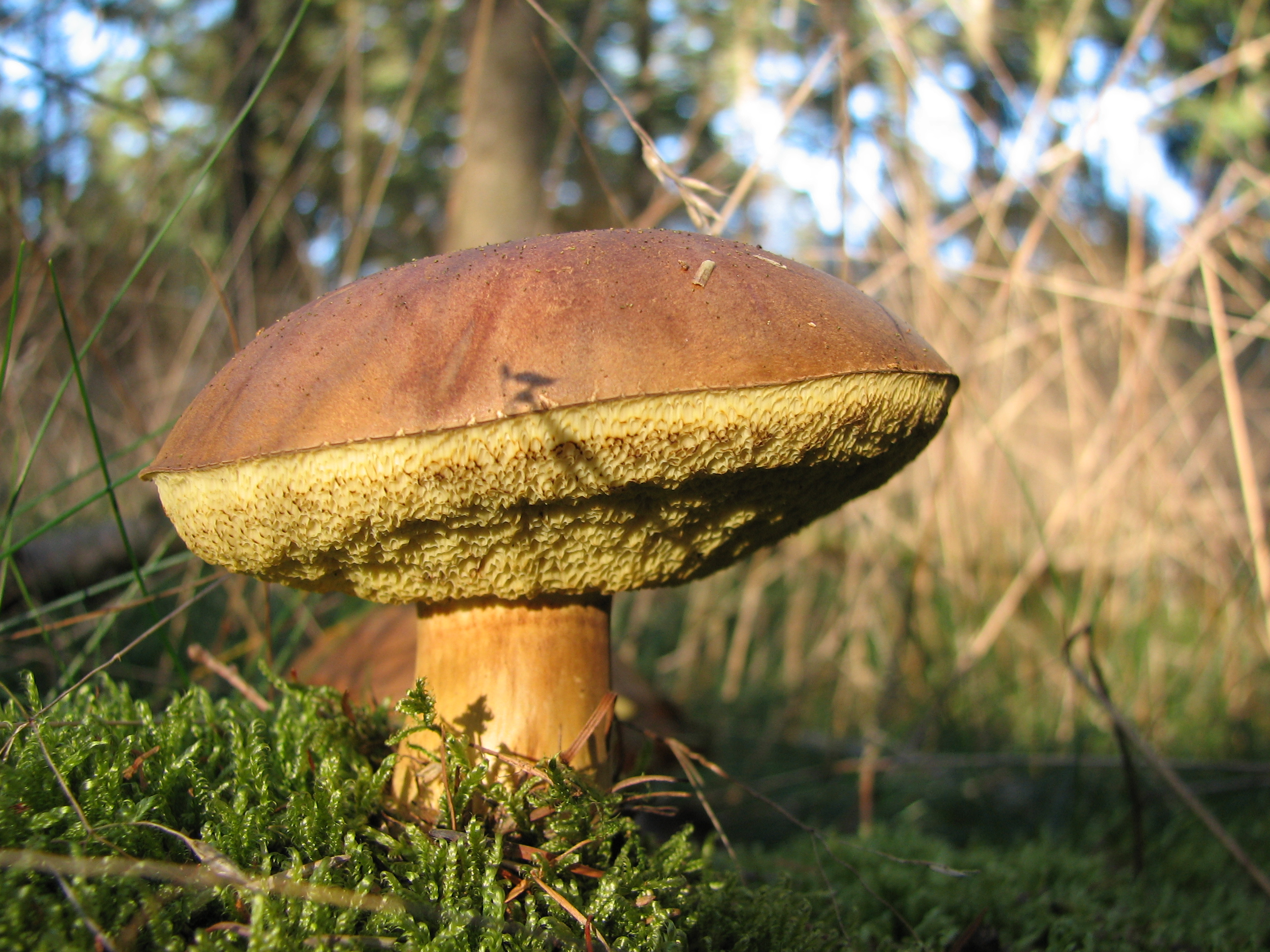
starší plodnice
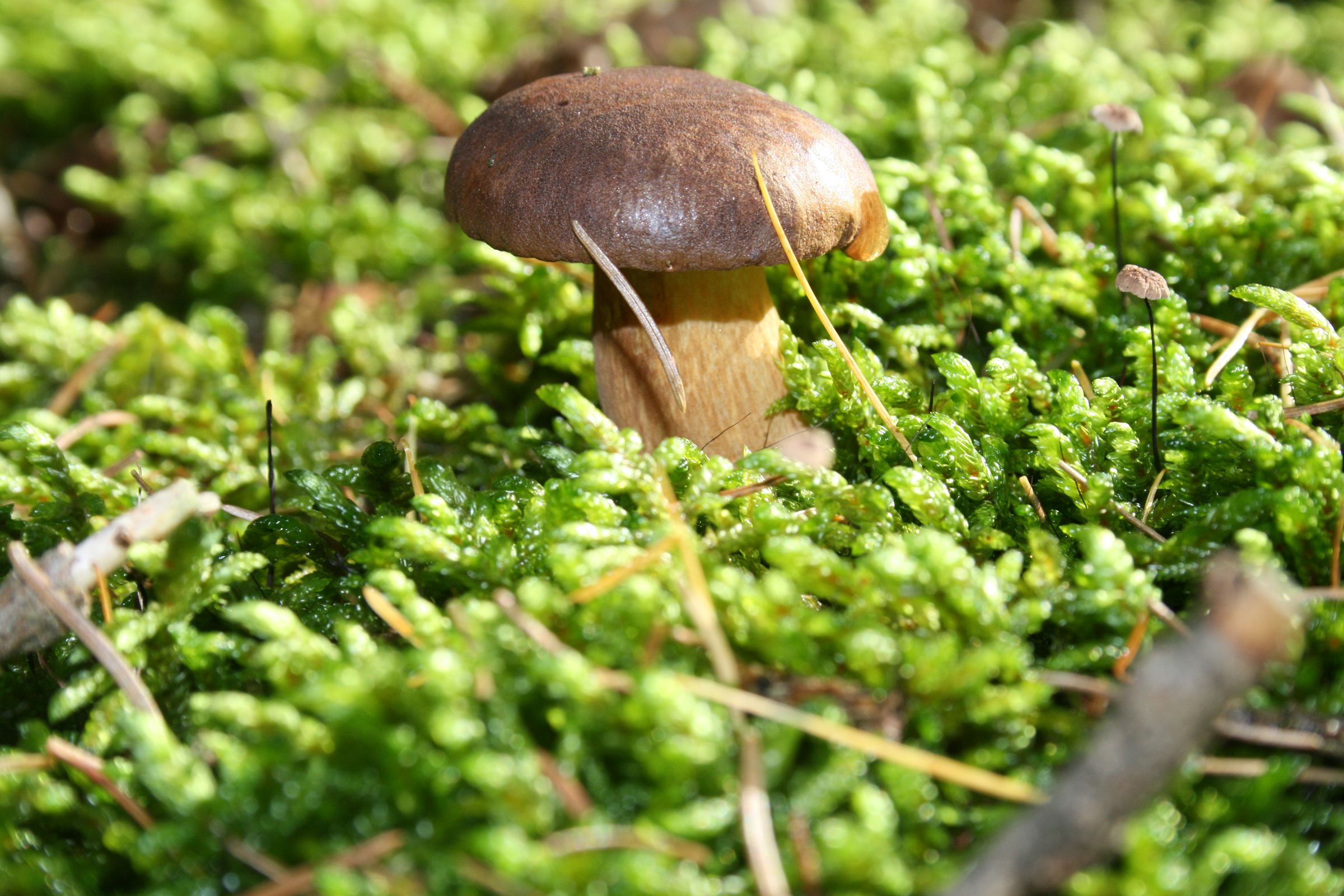
v lese
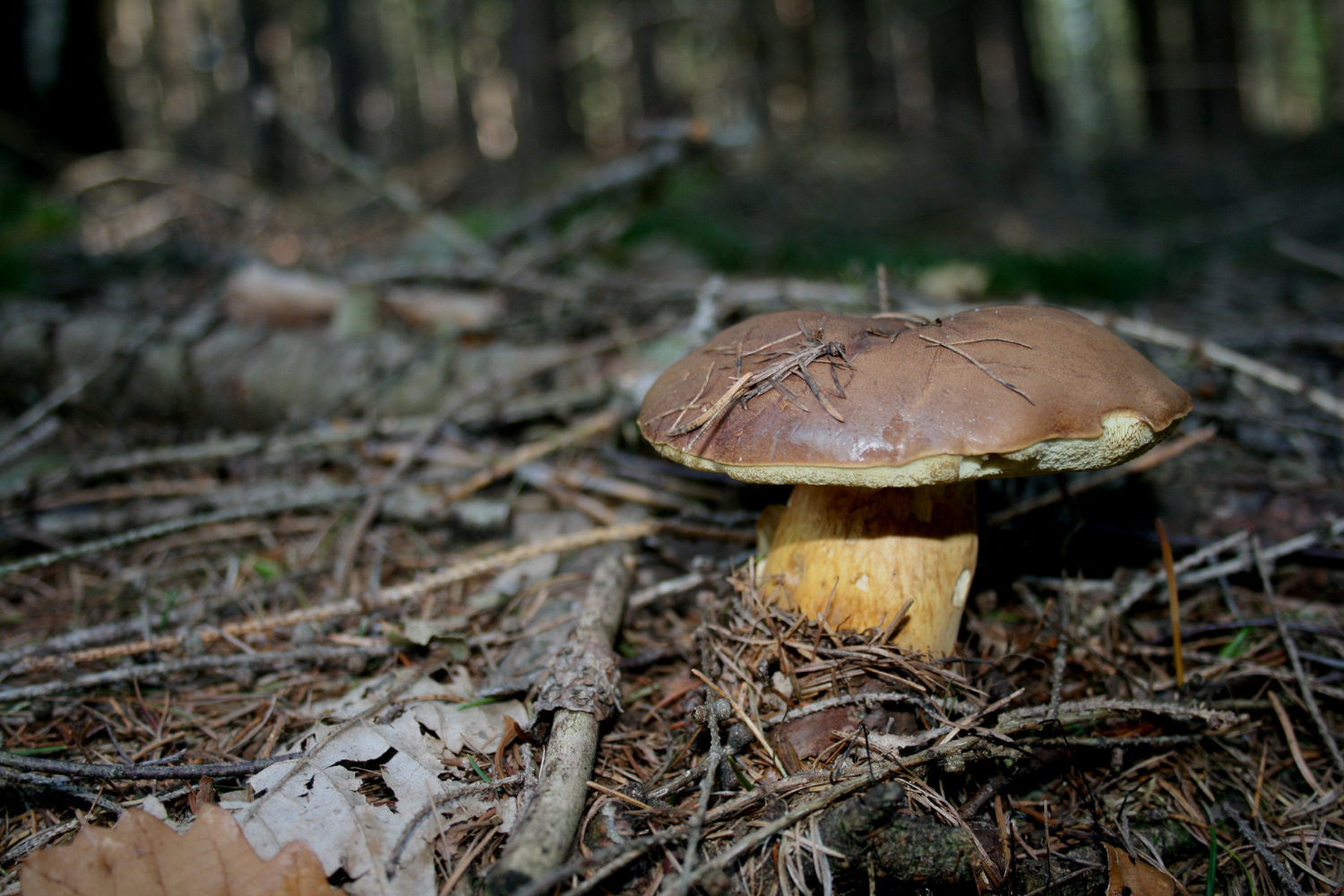
v lese
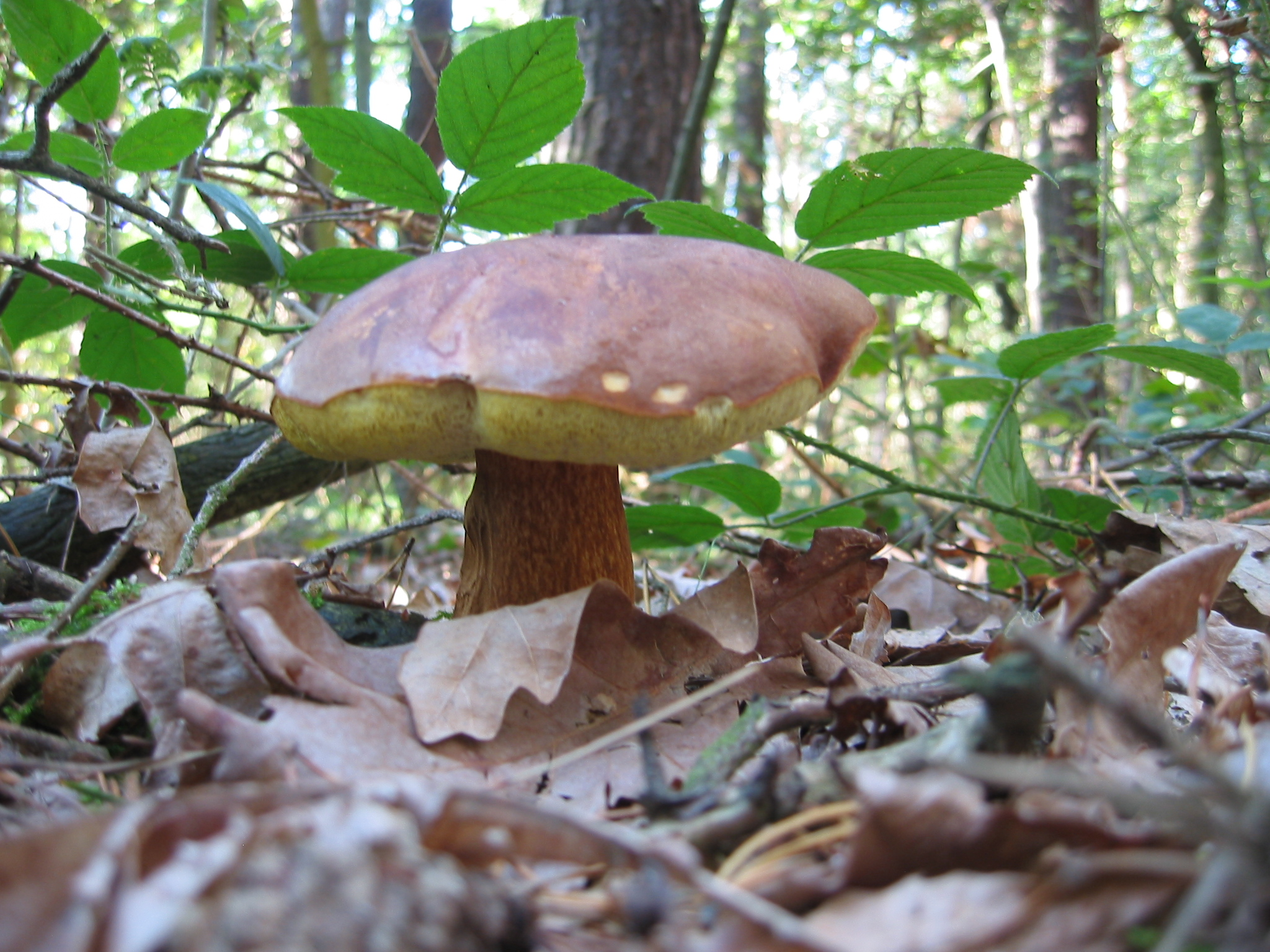
v lese
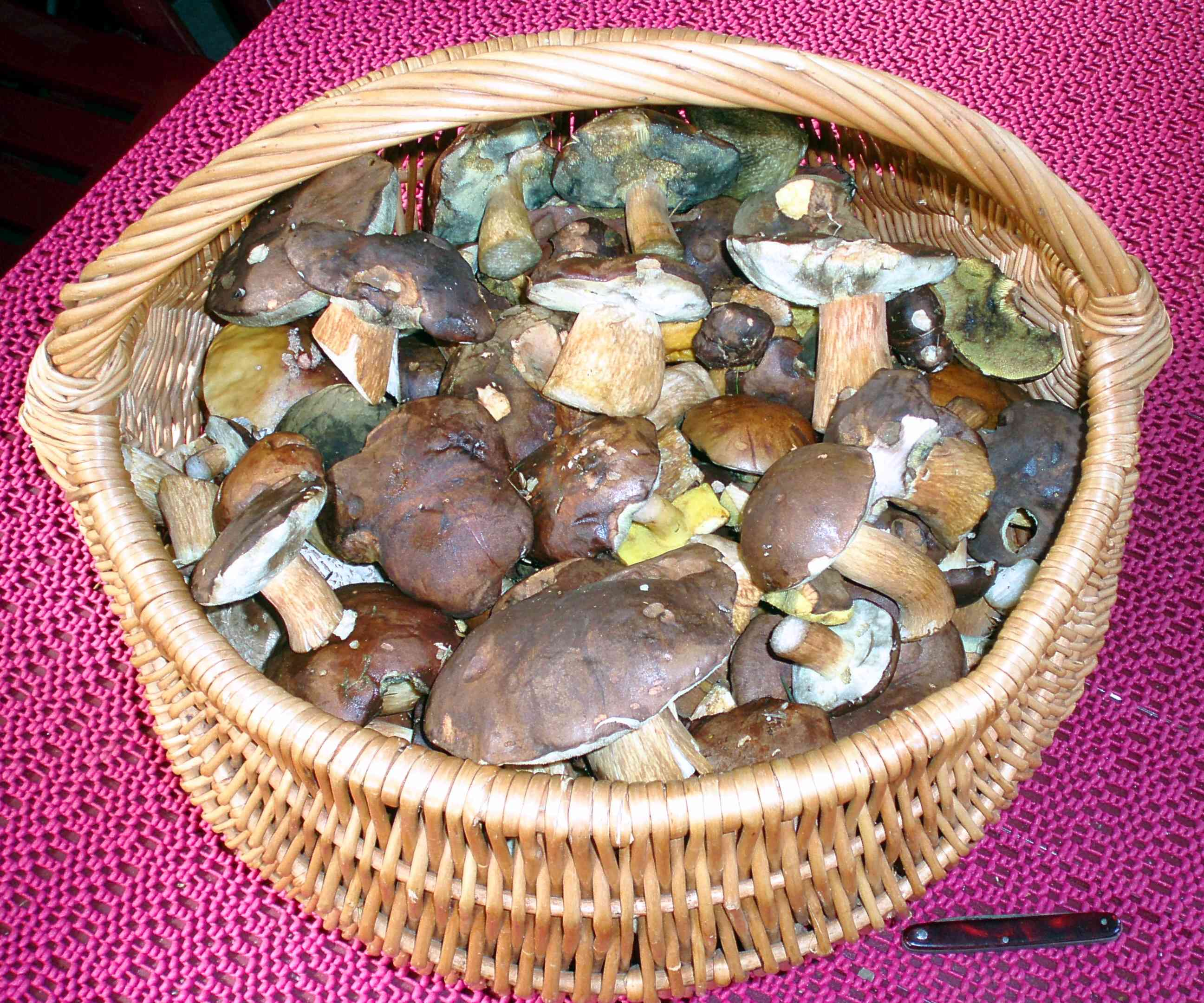
houbařův úlovek
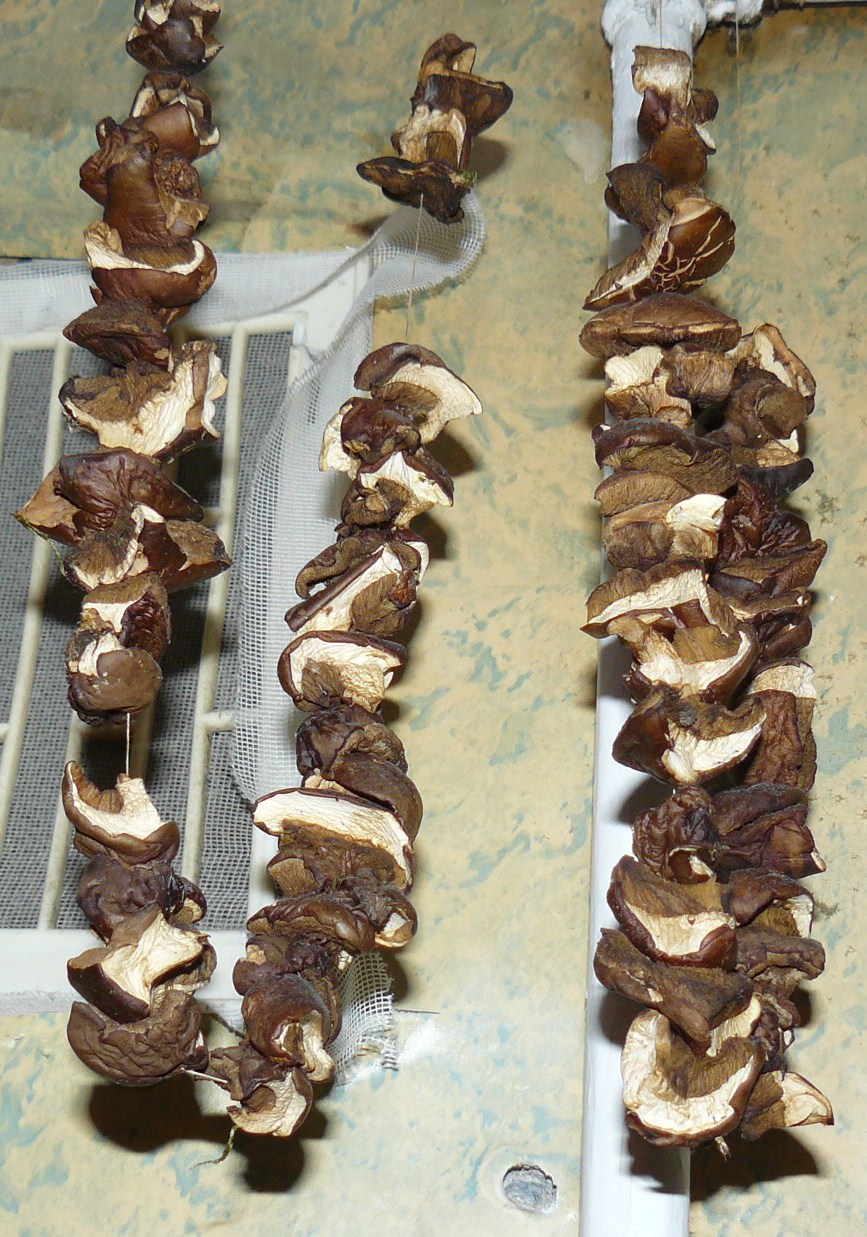
sušený
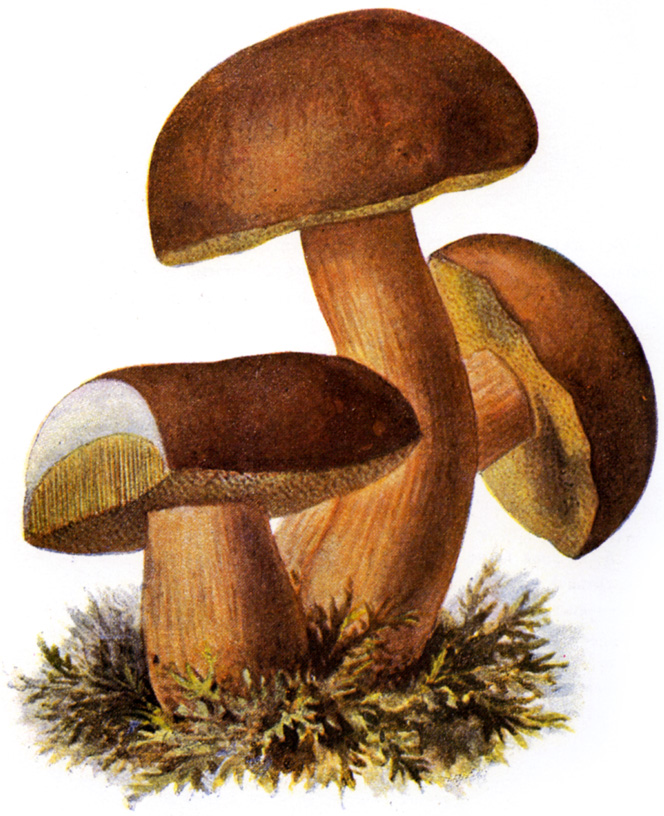
ilustrace

## Výskyt
Roste od července do října, nejvíce však v srpnu a září a to hlavně v jehličnatých lesích, méně v lesích listnatých. Bývá velmi hojný a mezi houbaři velmi oblíbený. Daří se mu zejména ve vysokých borových a smrkových lesích mezi mechem, spadaným dřevem a jehličím.

## Nejčastější záměny
Možná záměna hlavně u mladých plodnic, kdy mu je podobný hřib žlučník, který má ovšem rourky narůžovělé nebo bílé a po rozkrojení se nezabarvuje do modré barvy. Na chuť je hřib žlučník odporně hořký, oproti tomu hřib hnědý má chuť příjemně houbovou.

## Využití
V kuchyni jej lze použít všestranně. Dobře se dopravuje, suší i konzervuje. Společně s některými druhy zeleného čaje patří k významným zdrojům theaninu, psychoaktivního analogu aminokyselin.